# Neutropénie
 Mise en garde médicale
Une neutropénie est un trouble hématologique caractérisé par un taux bas de granulocytes (ou polynucléaires) neutrophiles dans le sang.

## Épidémiologie
La prévalence de la neutropénie (si on fixe le seuil à 1000 éléments/µl sang) est de l'ordre de 1/1000. Elle est sensiblement plus élevée (0,5 %) chez le sujet d'origine africaine.

## Classification selon la gravité
- Neutropénie normale (moins de 2 000 neutros/microlitre µl de sang) — risques minimes d'infection
- Neutropénie légère (1 000 à 1 500 neutros/µl sang) — risques légers d'infection
- Neutropénie modérée (500 à 1 000 neutros/µl sang) — risques modérés d'infection
- Neutropénie sévère (moins de 500 neutros/µl sang) — risques sévères d'infection.
- Agranulocytose avec un nombre de neutrophiles inférieur à 100 /mm³.

## Types
On peut avoir une neutropénie sévère chronique dès la naissance (neutropénie congénitale) ou la développer plus tard dans la vie (neutropénie acquise). 
Il y a cinq types principaux de neutropénie sévère chronique :
- Neutropénie congénitale Il s'agit d'une famille de maladies génétiques comportant une neutropénie et souvent une atteinte d'une ou plusieurs organes associés. Environ 40 entités génétiques comportent une neutropénie chronique qui peut être constante et profonde, intermittente parfois avec des véritables cycles. Le site internet du centre de référence tient une mise à jour des gènes impliqués.
- Neutropénie idiopathique — typiquement est diagnostiqué à partir de la puberté. Cette entité est usuellement bénigne, avec des conséquences infectieuses plutot rares et espacées dans le temps. Cette entité est plus fréquente chez la femme. Elle est le plus souvent chronique durant plusieurs années;
- Neutropénie auto-immune — assez commune chez les jeunes enfants, où l'organisme identifie les neutrophiles comme des ennemis et produit des anticorps pour les détruire. Cette forme devient, habituellement moins sévère avec l'âge ;
- Neutropénie d'origine médicamenteuse — certains médicaments peuvent provoquer une diminution très rapide des leucocytes, et notamment des neutrophiles, en quelques heures dès la première prise, selon un mécanisme immuno-allergique (sulfamides, chloramphénicol, amidopyrine et noramidopyrine, phénylbutazone, certains cytotoxiques).

## Diagnostic
- La démarche diagnostique est une démarche en plusieurs étapes
  - Étape 1: s'assurer de la présence ou non d'une urgence: soit infection bactérienne, soit association avec une atteinte de plusieurs lignée sanguine
  - Étape 2: interrogatoire et circonstances diagnostiques / rechercher une prise médicamenteuse/ une infection virale associée/ présence d'un syndrome malformatifs ou de tout autre problème de santé associée.
  - La démarche complète est disponible sur le site de la haute autorité de santé https://www.has-sante.fr/upload/docs/application/pdf/2024-06/pnds_neutro_final.pdf

## Conséquence
Une neutropénie importante est un terrain à risque pour des infections. Cette corrélation était connue dès les années 1960 mais uniquement dans le contexte de la neutropénie post chimiothérapie.

## Causes
- Les neutropénies liées à l'action toxique de médicaments ou autres produits. Médicaments d'emploi courant tels les anti-inflammatoires non stéroïdiens, antibiotiques…
- Produits de chimiothérapie : ceux-ci attaquent prioritairement les cellules à division rapide, dont font partie les cellules de moelle osseuse qui produisent les neutrophiles.
- Les causes infectieuses sont également courantes. Généralement elles sont virales (mononucléose infectieuse, hépatite virale, grippe…) parfois bactériennes (septicémie à bacilles gram négatif, brucellose…) ou parasitaires.
- L'âge qui est parfois considéré comme une forme idiopathique.
- Due à une irradiation soit thérapeutique, soit accidentelle.
- Neutropénie congénitale.